# Långasand
Långasand är en ort i Eftra distrikt (Eftra socken) i Falkenbergs kommun. Orten var före 2015 klassad som en småort och räknas från 2015 som en del av tätorten Långasand och Ugglarp. Nära samhället ligger Suseåns mynning med naturreservatet Vesslunda.

## Kända personer med anknytning till Långasand
- Gunnar Sträng, sommargäst